# 东方红7型柴油机车

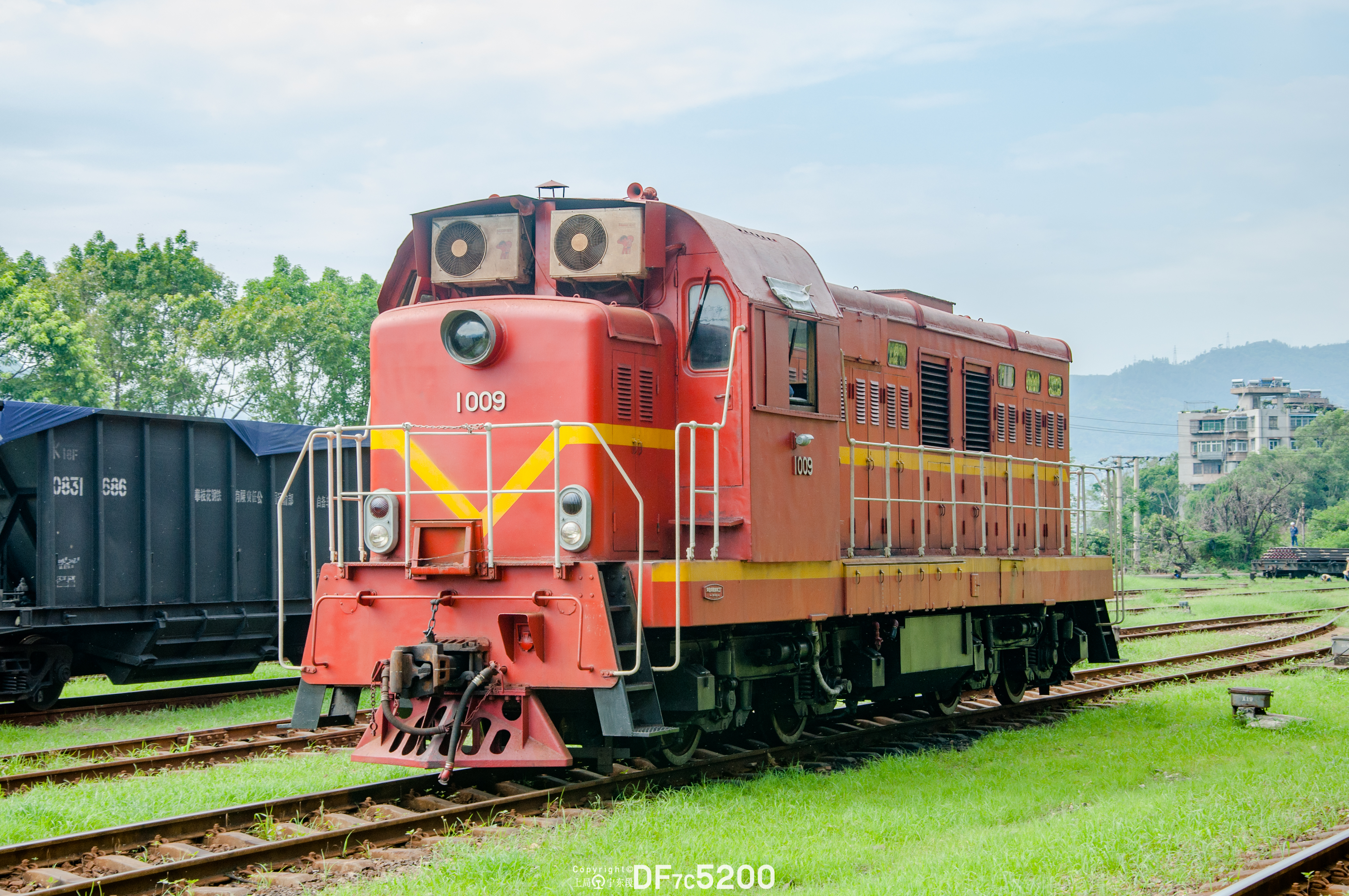
攀钢购买的东方红7B型机车正在调车作业

东方红7型柴油机车是中国资阳内燃机车厂为地方工矿企业设计制造的一款调车及小运转用液力传动柴油机车，于1988年试制成功。东方红7型柴油机车是根据鞍山钢铁、宝山钢铁、攀枝花钢铁等工矿企业的需求，由资阳内燃机车厂在东方红5B型柴油机车基础上改进设计而成的调车和小运转用柴油机车。
东方红5型、东方红5B型机车均采用资阳内燃机车厂制造的12V180ZJ型柴油机，长时间使用实践证明，该型柴油机一些主要部件可靠性较低，尤其存在着气缸套穴蚀、活塞烧损和下排气等惯性故障，增加了厂矿企业的机车运用及维护成本。为此，资阳内燃机车厂于1988年研制了装用石油部济南柴油机厂Z12V190BJ型柴油机的东方红7型、东方红7B型柴油机车。东方红7型、东方红7B型机车的牵引性能完全相同，只是因应用户需要而在总体布置上稍有差异，东方红7C型机车的燃油箱置于车体内，并将总风缸置于车体下方两台转向架之间，避免油箱因碰撞而引致火灾。
12V190系列柴油机是济南柴油机厂于1960年代为石油钻探研制的一种高速大功率柴油机，后来被广泛地应用于固定发电、工矿机车、舰船动力等领域。Z12V190BJ型柴油机是Z12V190B型柴油机的铁路机车用型号，为12气缸、V型结构、四冲程、废气涡轮增压的高速柴油机，气缸直径为190毫米，活塞行程为210毫米，额定转速为每分钟1500转，装车功率为1080马力（790千瓦）。与原来的12V180ZJ型柴油机相比，Z12V190BJ型柴油机的强化程度较低，主要部件性能较可靠，燃油与机油消耗率较低。

## 参看
- 东方红2型柴油机车
- 东方红5型柴油机车
- 东方红5B型柴油机车
- GK系列柴油机车